# Паштори
Пашто́ри (рос. Пашторы) — присілок у складі Білоярського району Ханти-Мансійського автономного округу Тюменської області, Росія. Входить до складу Полноватського сільського поселення.
Населення — 71 особа (2010, 72 у 2002).
Національний склад станом на 2002 рік: ханти — 86 %.